# Franz Gurk
Franz Gurk (* 9. Februar 1898 in Karlsruhe; † 12. Juli 1984 ebenda) war ein deutscher Politiker der CDU.

## Leben
Gurk begann seine berufliche Laufbahn 1913 bei der Stadt Karlsruhe, wo er sich in der Zeit der Weimarer Republik eine führende Position erarbeitete. Daneben war er von 1926 bis 1933 Abgeordneter der Zentrumspartei in der Stadtverordnetenversammlung und ab 1932 im Rat des Großkreises Karlsruhe-Bruchsal-Pforzheim. Er trat als Gegner der NSDAP auf, weshalb er nach deren Machtergreifung 1933 seine politischen Ämter verlor.
Nach dem Zweiten Weltkrieg nahm er, mittlerweile als Volkswirt promoviert, seine politischen Aktivitäten wieder auf. Von 1951 bis 1968 war er Landesvorsitzender der CDU Nordbaden. 1952 wurde er in den Landtag des neu gebildeten Bundeslandes Baden-Württemberg gewählt und war dort Fraktionsführer der CDU, der bei den Wahlen mit 36 % stärksten Partei. Das Amt als erster Ministerpräsident des Landes blieb ihm jedoch verwehrt, nachdem Reinhold Maier (FDP/DVP) von der Verfassunggebenden Landesversammlung am 25. April 1952 gewählt wurde und die von ihm gebildete Koalition aus DVP, SPD und BHE die CDU in die Opposition schickte.
Am 9. März 1952 wurde Franz Gurk zum Mitglied der Verfassunggebenden Landesversammlung des noch namenlosen Südweststaats gewählt. Außerdem wurde er Mitglied des am 2. April gebildeten Verfassungsausschusses, der das am 15. Mai beschlossene Überleitungsgesetz ausarbeitete. In diesem Gesetz, wurde in Artikel 1 „Baden-Württemberg“ als vorläufiger Name des neuen Südweststaats festgelegt. Er setzte sich auch in den weiteren Beratungen nachdrücklich für diese Namensgebung als endgültig ein, was schließlich auch in der später verabschiedeten Verfassung Niederschlag fand. Er gilt daher als geistiger Vater des Namens dieses Bundeslands.
Gurk kandidierte noch im selben Jahr bei der Wahl zum Karlsruher Oberbürgermeister, unterlag aber in der Stichwahl am 8. Juni gegen Günther Klotz. Danach bekleidete er von 1953 bis 1963 das Amt als Bürgermeister. Daneben war er noch bis 1972 Abgeordneter des baden-württembergischen Landtags, davon 1960 bis 1968 zugleich Landtagspräsident.
Er war seit 1954 Ehrenmitglied der katholischen Studentenverbindungen K.D.St.V. Normannia im CV.

## Auszeichnungen
- 1964: Großes Silbernes Ehrenzeichen am Bande für Verdienste um die Republik Österreich[3]
- 1975: Verdienstmedaille des Landes Baden-Württemberg[4]
- Großes Bundesverdienstkreuz
- Für seine Leistungen als Kommunal- und Landespolitiker wurde ihm 1978 die Ehrenmedaille und 1981 die Ehrenbürgerwürde der Stadt Karlsruhe verliehen.